# Szarbel Nahhas
Szarbel Nahhas (ur. 16 sierpnia 1954 r. w Bejrucie) – libański ekonomista, inżynier i polityk, wykładowca Uniwersytetu Libańskiego, grekokatolik. W latach 2009–2011 był ministrem telekomunikacji w gabinecie Sada al-Haririego, a 13 czerwca 2011 r. został mianowany ministrem pracy w drugim rządzie Nadżiba Mikatiego. 22 lutego 2012 r. złożył rezygnację. Jest związany z Wolnym Ruchem Patriotycznym.